# Your diary
《your diary》為CUFFS社的姐妹品牌CUBE於2011年9月30日的發售的18禁戀愛冒險遊戲，原定發行時間為9月22日，後來延後發行日期至9月30日。2013年11月28日PlayStation Portable版《your diary+》（ユアダイアリープラス）發售。2014年5月30日PC逆移植版《your diary+H》（ユアダイアリープラスエッチ）發售。

## 故事
長峰智希是風見坂学園的二年級生，因為父母都在海外工作，寄住在青梅竹馬深菜川夕陽的家中。平穩的校園生活、圖書委員會的工作、與幫忙夕陽家開的咖啡店「夕顔亭」，構成了已然固定般的每日生活。圍著智希的三個女孩都對智希有著相當的好感，但不知為何都沒有再更進一步…
某天放課後，智希一直憧憬的學姐，也是圖書委員長的綾瀬紗雪推薦了一本小說，智希決定去位於商店街邊的舊書店風鈴堂找書。
一進店門，智希便被撲面而來的濃厚灰塵嗆到，充滿霉味的空氣與骯髒的書架，佈滿灰塵的書籍，然而店長美鈴十分熱心，還為了招待他準備點心，在等待美鈴而在店裡四處走看之際，無意中發現了一本不一樣的書。這是一本褐色封面書脊上寫著「your diary」字樣的舊書，「是誰的『我的日記』呢？」智希不可思議的被這本書所吸引，可是卻因上鎖而無法打開，美鈴神秘的表示這日記需要一把「打開你未來的鑰匙」，將鑰匙交給了智希。
喀的一聲，鎖很容易就開了，這是本空白的繪圖日記，正在翻看間，這本書突然發出柔和的光芒，一個素不相識少女隨之由書中蹦出，「你是由婭的新朋友嗎？」少女問道。隨著與這位自稱為神的不可思議的少女由婭的相遇，圍著智希的三個女孩子，已然停止前進的命運與關係開始改變。
伴隨著這本空白的日記本「your diary」...

## 登場角色

《Your diary》女主角，由左至右為深菜川夕陽、綾瀨紗雪、廣崎奏及由亞

### 主要角色
長峰智希
本作主人公，見坂学園的二年級生，因為父母都在海外工作，寄住在青梅竹馬深菜川夕陽的家中。在學校擔任圖書委員的副委員長，在意著學姐綾瀨紗雪，希望能弄清她流淚的原因。由於寄住在夕陽家中，因此常到夕陽家所經營的喫茶店「夕顔亭」幫忙。
由婭（聲：渡辺涼子）
身高：138cm　 三围：B70（AA）/ W49/ H68 生日：9月30日
由空白繪圖日記蹦出的少女，自稱為是掌管幸福的神。其使命就是給日記本持有者幸福，為了尋找智希的幸福而樂此不疲，一想到什麼就會義無反顧的執行。無論和誰都可以很快的熟絡，心情好的時候會哼著不知從哪聽來的歌曲。是個猶如小貓般可愛的吉祥物，有著「喵嗚」的口癖，跟貓也可以相處得很好，甚至會被貓纏住。天真開朗，表情豐富。雖然有時會莫名失去存在感，對身為神這件事感到自豪，卻無法展現神力，除了一本不需要自己動筆就會紀錄內容的筆記「Your diary」。
綾瀨紗雪（聲：瀬戸りく（your diary ） / 清水愛（your diary+） / 瀬戸りく（ your diary +H））
身高：158cm　 三围：B86（D）/ W56/ H85 年级：3年生　 生日：12月27日　 血型：A型
智希的學姐，圖書委員會的委員長。學業超群，在校內排名經常拿下第一，被稱為是自建校以來第一的才女，同時老師也有著很高的信賴與期待。個性謙遜穩重，但由於怕生的個性，不太擅長與人相處。對圖書委員的工作有相當的責任心。與智希因為圖書委員的工作而熟絡，有時會向智希推薦書，互相討論心得。與智希相識的一年前，就已經是「夕顔亭」的常客，經常在店裡的角落讀書。自從認識由亞後，對由亞抱持著關心。
深菜川夕陽（聲：鈴田美夜子）
身高：155cm　 三围：B84（C）/ W53/ H83 年级：2年生　 誕生日：10月22日　 血型：O型
自智希有記憶起就一直是智希的青梅竹馬。由於母親於數年前過世，母親珍惜的咖啡店「夕顔亭」也成為她最珍惜的地方，也因在家裡經營的咖啡店「夕顔亭」幫忙，相當精通各種家事。為人體貼，任勞任怨，很少表達自己的主見，每當被詢問意見時，就會如口頭禪般地問智希的意見。由於在對智希的感情上非常害羞與不坦率，使與智希的關係成為其朋友香穗的在日常談話時的笑料。會作出各種特製的好菜，由於經常幫忙智希準備便當，對於智希的胃口相當熟悉。
廣崎奏（聲：森谷實園）
身高：151cm　 三围：B80（B）/ W52/ H79 年级：1年生　 生日：8月31日　 血型：AB型
智希的朋友，響的親妹妹，是智希一年級的學妹。傾慕對自己溫柔的智希，因而加入圖書委員會。是個禮儀端莊且害羞內向的女孩，在智希面前會因害羞而不知所措，一個人時會自導自演著展開妄想情節。父母都是音樂家，經常在海外演出，代替亂七八糟的哥哥維持家務。因智希代替響照顧她的關係，直稱智希為哥哥。興趣是畫畫，夢想將來成為插畫家。
榎本香穗（聲：卯衣）
身高：156cm　 三围：B85（C）/ W54/ H84 年级：2年生　 生日：7月26日　 血型：O型
夕陽的知己兼同班同學。喜歡逗弄著夕陽。會突然的展開妄想系的對話。經常想出各種主意搓合夕陽與智希。
「your diary+」、「your diary+H」升格為主要角色。
藤村奈月（聲：澤田夏）
身高：147cm　 三围：B76（A）/ W51/ H77 年级：1年生　 生日：2月9日　 血型：A型
奏的知己兼同班同學，平常是無口屬性也很少表露感情，但其實內心對於好友奏的感情相當關心。有時會邀請智希下棋。
「your diary+」、「your diary+H」升格為主要角色。
一之瀨步鳥（聲：南條愛乃（your diary +）/ 森保しほ（your diary +H））
身高：152cm　 三围：B86（F）/ W56/ H82 年级：2年生　 生日：4月15日　 血型：AB型
見坂学園二年級學生，在校內很受歡迎。飼養著一隻叫「シューちゃん」的虎皮鸚鵡。
「your diary+」、「your diary+H」新增的可攻略角色。

### 其他角色
美鈴（聲：浅香舞子）
舊書店「風鈴堂」的店長，自稱為由亞的姐姐，對於由亞相當的溺愛，知道由亞的不少事。雖然看起來很年輕，但由於溫柔體貼兼沉穩的個性，容易被認為是媽媽級。
廣崎響（聲：十利須我里）
廣崎奏的哥哥，也是與智希、夕陽一起長大的朋友。由於過去曾與奏發生不愉快的事，對奏相當苛刻，然而心裡還是相當擔心自己的妹妹。喜歡動物，然而卻對於動物過敏。有著製作布偶、枕頭等手工藝的高超才能，作品在同好中受到很高的讚譽，甚至在同好中具有號召力。
深菜川千歲（聲：子太明（your diary ） / 藤原啟治（your diary +） / 子太明（ your diary +H））
夕陽的父親。十分溺愛自己的女兒，只要夕陽幸福什麼都好，也因此拿女兒沒轍。把經營喫茶店夕顏亭當作是興趣，經常陪著客人聊天。

## 製作人員
- 原畫、角色設計：カントク、すいみゃ（SD原畫）
- 劇本：種村いのり、皆本あいる、双葉亮一（your diary+・your diary+H）
- 音樂：Peak A Soul+
- 監督：佐倉直人
- 製作：CUFFS

## 主題曲

### your diary
片頭曲「クローバー」
作詞：Duca、作曲・編曲：ANZE HIJIRI、歌：Duca
片尾曲「カラフルDiary」
作詞：Duca、作曲・編曲：ANZE HIJIRI、歌：Duca
- 初回限定版特典『your's Sound Diary CD』由Duca作詞的兩首短版曲與遊戲BGM全部收錄。[19]

### your diary+
片頭曲「幸せのオトシモノ」
作詞：Duca / 作・編曲：ANZIE / 歌：Duca
片尾曲「キミとなら」
作詞：Duca / 作・編曲：ANZIE / 歌：Duca
- 初回限定版特典『your diary+ ボーカルCD』CD內容包含「your diary」和「your diary+」的4首完整版主題曲收錄。[20]

### your diary+H
印象曲「Wishing you」
作詞：Duca / 作・編曲：ANZIE / 歌：Duca

### 角色歌
「Platonic syndrome」ゆあver.
作詞：Duca / 作・編曲：ANZIE HIJIRI / 歌：由亞（渡辺涼子）
「クローバー」綾瀬紗雪ver.
作詞：Duca / 作・編曲：ANZIE HIJIRI / 歌：綾瀨紗雪（瀬戸りく）
「幸せのオトシモノ」一ノ瀬ほとりver.
作詞：Duca / 作・編曲：ANZIE / 歌：一之瀨邊里（森保しほ）
- 初回限定版特典『your's Songs Diary CD』包含印象曲「Wishing you」和三首角色歌曲收錄。[21]

## 相關產品
《Your diary －幸福日記－》（漫畫版）
作画：濱弓場双　原作：CUBE
| 冊數 | 白泉社        | 白泉社                 | 長鴻出版社    | 長鴻出版社        |
| 冊數 | 初版發售日期  | ISBN                   | 初版發售日期  | EAN               |
| ---- | ------------- | ---------------------- | ------------- | ----------------- |
| 1    | 2013年9月27日 | ISBN 978-4-592-14344-4 | 2014年5月28日 | EAN 4715409864271 |

your diary Visual Fanbook
2012年3月2日發售 / 發行：CUBE / 於Melonbooks獨家發售

## 外部連結
- your diary官方網站 （页面存档备份，存于） （日語）
- your diary+H官方網站 （页面存档备份，存于） （日語）
- your diary+官方網站 （日語）
- your diary+官方網站 （页面存档备份，存于） （日語）
- 《Your diary》在視覺小說數據庫的頁面 （英文）